# Renaissance (roman Star Wars)
Pour les articles homonymes, voir Renaissance.
Renaissance (titre original : Resistance Reborn) est un roman de science-fiction de Rebecca Roanhorse s'inscrivant dans l'univers étendu de Star Wars. Publié aux États-Unis par Del Rey Books en 2019, puis traduit en français et publié par les éditions Pocket  en 2020,, il se déroule trente-quatre ans après la bataille de Yavin, et son action se place entre l'épisode VIII et IX de la saga. La narration du roman suit les points de vue de Leia Organa et Poe Dameron, qui tentent de réunir suffisamment d'alliés pour faire renaître la Résistance à la suite de la bataille de Crait, de Wedge Antilles, et de Winshur Bratt, un officier du Premier Ordre sur la planète Corellia. 

## Résumé
Après la défaite à Crait, la Résistance est presque décimée. Poe Dameron et les membres du Black Squadron et de l’Inferno Squadron sont chargés de chercher des alliés, tandis que Leia Organa et les membres restants de la Résistance, incluant Chewbacca, Finn et Rey, sont à bord du Faucon Millenium, évitant les troupes du Premier Ordre et cherchant un endroit sûr où se cacher et se regrouper. Pendant ce temps, le Premier Ordre étend son influence et occuper désormais de nombreux mondes, notamment Corellia. 
Dameron et les membres du Black Squadron battent une petite troupe d’agents du Premier Ordre sur la planète Ikkrukk mais les négociations pour faire de la planète une alliée de la Résistance n’aboutissent pas. Poe rencontre Maz Kanata sur la planète Ephemera, mais elle décline également l’invitation de rejoindre la Résistance. De nombreux alliés potentiels au travers de la galaxie semblent avoir disparu, parfois de façon soudaine et sans explication. Snap Wexley et son acolyte Karé Kun atteignent Akiva, où ils visitent la ferme de Wedge Antilles et Norra Wexley, espérant les convaincre de joindre la Résistance. Au départ hésitants, et espérant rester à l’écart des combats, Wedge et Nora sont forcés de fuir et les accompagner lorsque leur maison est attaquée par des sympathisants du Premier Ordre. 
Pendant ce temps, à Corellia, les chantiers navals ont été réquisitionnés pour produire des nouveaux vaisseaux pour le Premier Ordre, en usant du travail d’esclaves, de droïdes et de prisonniers politiques. Winshur Bratt, l’officier préposé à l'exécution des projets du chantier, est chargé par le Premier Ordre d’accepter 15 prisonniers politiques et de les cacher parmi la population des travailleurs de son chantier. Bratt reçoit également des documents secrets, notamment une liste des opposants au régime que le Premier Ordre entend neutraliser. 
Le Faucon Millenium arrive sur la planète Ryloth, où Leia contact d’anciens rebelles alliés, qui les accueille en secret. Yendor, le chef de l’Autorité de Défense de Ryloth, accepte de cacher la Résistance temporairement. Le Black Squadron et les Antilles arrivent sur Ryloth, en même temps que des représentants du Premier Ordre. Ces derniers demandent à Ryloth de payer une dîme pour continuer d’utiliser librement les pistes d'atterrissage de vaisseaux. 
Pendant ce temps à Corellia, Monti Calay, assistant de Winshur, vole la liste du Premier Ordre et la donne au Collectif, qui la rend publique via une vente aux enchères secrètes à Corellia. La Résistance obtient une invitation à cet événement grâce à Maz, et envoie Poe et Finn pour enchérir. Finn et Poe se rapprochent en se préparant pour la vente, tandis qu’une troupe menée par Wedge tentent de libérer des prisonniers de Corellia. Poe enchérit sur la liste, mais à la dernière seconde une personne du nom de Nifera Shu sur-enchérit. Le Premier Ordre attaque ensuite la vente aux enchères; Poe et Finn fuient avec Nifera Shu, qui accepte de leur donner la liste si Poe lui donne tous ses crédits. Pendant ce temps le groupe de Wedge est parvenu à libérer les prisonniers, incluant Ransolm Casterfo. Ils fuient avec l’équipe de Poe. Winshur est tué lors de la fuite des résistants.
Se rendant compte que la Résistance ne dispose pas d’assez de vaisseaux pour faire le poids, un groupe appelé Dross Squadron, mené par Shriv Suurgav et Zay Versio, se rendent sur la planète fourrière Bracca pour voler des vaisseaux avant leur désossement. L’équipe tombe sur des gardes du Premier Ordre et se battent contre eux, avant de parvenir à s'enfuir avec plusieurs vaisseaux.
De retour sur Ryloth, la planque de la Résistance est attaquée par le Premier Ordre. La fille de Yendor, Hahnee, est tuée. La Résistance parvient à s'enfuir grâce à Yendor, dans une planète secrète dont les coordonnées ont été données par Nifera Shu. Yendor rejoint la Résistance. Toutes les équipes se réunissent (celle de Poe, celle de Leia, et le Dross Squadron), avec pour le but d’agrandir les troupes avec de nouveaux alliés.

## Personnages
- Leia Organa
- Rey
- Finn
- Poe Dameron
- Chewbacca
- Wedge Antilles
- Norra Wexley
- Maz Kanata
- Winshur Bratt
- Monti Calay
- Yendor Brethen
- Nifera Shu
- Shriv Suurgav
- Zay Versio
- Hahnee Brethen
- Ransolm Casterfo

## Critiques
Le site Geek Test indique que "les troubles apportés par la présence de différents protagonistes et la variété d’ambiances, font de Star Wars : Renaissance un volet à l’intérêt certain, tant pour les accros, que les autres". Pour le site Star Wars Universe "c'est un très bon roman [...], le rythme est bien équilibré, l’action dosée comme il faut", le site donne une note de 4 sur 5 au livre, pour cinq avis. Pour le magazine américain Reactor, dédié à la science-fiction, "le rythme du début du livre manque de naturel, mais l'autrice est parvenue à un résultat satisfaisant avec un scénario extrêmement bien ficelé" .